# Derrick Morgan
Derrick Morgan (nascut el 27 de març de 1940, a Mocho, Clarendon Parish, Jamaica) és un músic dels anys 1960 i 1970. És un dels pioners en crear i desenvolupar el ska junt amb altres grans autors o grups com Skatalites o Desmond Dekker entre d'altres. Ha treballat conjuntament amb grans músics com són Desmond Dekker, Bob Marley, i Jimmy Cliff en el gènere del ska, i ha personalitzat el rocksteady i el skinhead reggae.

## Biografia
El 1957, Morgan va entrar a la Vere Johns Opportunity Hour, un espectacle de talent celebrat al Palace Theatre de Kingston. Va guanyar amb imitacions engrescadores de Little Richard i, poc després, va ser reclutat per actuar per l'illa amb el popular equip de comèdia de Jamaica Bim and Bam.
El 1959, Morgan va entrar a l'estudi de gravació per primera vegada. Duke Reid, el cap del sound system, buscava talent per gravar per al seu segell discogràfic Treasure Isle. Morgan va gravar dues cares populars shuffle-boogie: "Lover Boy", també conegut com "S-Corner Rock" i "Oh My". Poc després, Morgan va gravar el boogie amb aires de bolero "Fat Man", que també es va convertir en un hit. També va trobar temps per gravar per a Coxsone Dodd.
El 1960 Morgan es va convertir en l'únic artista que mai va ocupar els llocs de l'un al set de les llistes simultàniament. Entre aquests èxits hi havia "Don't Call Me Daddy", "In My Heart", "Be Still" i "Meekly Wait and Murmur Not". Però va ser l'any següent que Morgan va llançar el major èxit de la seva carrera, la producció de Leslie Kong de "Don't You Know", més tard retitulada "Housewives' Choice" per un DJ local. La cançó presentava un ska rebotant riddim, juntament amb un duet de Morgan i Millicent "Patsy" Todd.

"Housewives' Choice" va començar la rivalitat entre Morgan i Prince Buster, que van acusar Morgan de robar les seves idees. Buster va llançar ràpidament "Blackhead Chiney Man", renyant a Morgan amb el sarcàstic comentari:
| « | "No sabia que els teus pares eren de Hong Kong" | » |

:un cop a Kong. Morgan va tornar amb el clàssic "Blazing Fire", en el qual adverteix a Buster que 
| « | "Viu i deixa viure els altres, i els teus dies seran molt més llargs. Tu ho has dit. Ara és el Blazing Fire". | » |

Buster va respondre amb "Watch It Blackhead", que Morgan va contrarestar amb "No Raise No Praise" i "Still Insist". Els seguidors dels dos artistes sovint es van enfrontar i, finalment, el govern va haver d'intervenir amb una sessió de fotos escènica que representava els rivals com a amics.
Morgan va tenir un gran èxit el 1962 amb "Forward March", una cançó que celebra la independència de Jamaica de la Gran Bretanya.
A mitjans de la dècada de 1960, quan l'ska va evolucionar cap a rocksteady, Morgan va continuar llançant material de primera qualitat, incloses les cançons fonamentals de rude boy, "Tougher Than Tough", "Do the Beng Beng", "Conquering". Ruler", i una portada de l'èxit soul de Ben E. King, "Seven Letters". Produït per Bunny Lee, "Seven Letters" sovint es cita com el primer senzill de reggae veritable. El 1969 Morgan va gravar l'himne skinhead "Moon Hop Records" (Moon Hop Records). No obstant això, la falta de visió el va obligar a renunciar a les aparicions habituals a l'escenari. Morgan encara actua ocasionalment en espectacles de revival ska arreu del món, sovint amb el suport del guitarrista Lynn Taitt. Va continuar sent popular a Jamaica i el Regne Unit a principis dels anys setanta, i ha viscut principalment al Regne Unit o als Estats Units des de finals dels anys seixanta.
Amb la important popularitat del reggae de la música reggae al Regne Unit a finals dels anys 60 i principis dels 70, el segell de reggae britànic Trojan Records va crear una filial, Song Bird, per emetre les produccions de Morgan. El segell va publicar 75 senzills entre 1969 i 1973.
Morgan ha escrit diverses cançons que han guanyat el Festival Song Contest per a altres artistes, inclosa "Jamaica Whoa" (1998, Neville Martin), "Fi Wi Island A Boom" (2000, Stanley Beckford) i "Progress" (2002, Devon Black).
El juliol de 2002 a Toronto, Ontario, Canadà, es va celebrar un concert de dues nits "Legends of Ska". Es van reunir The Skatalites, Lloyd Knibb, Rico Rodriguez, Lloyd Brevett, Lester Sterling, Johnny Moore i Lynn Taitt; juntament amb Prince Buster, Alton Ellis, Owen Gray, Lord Creator, Justin Hinds, Derrick Harriott, Winston Samuels, Roy Wilson, Patsy Todd, Doreen Shaffer, Stranger Cole, Lord Tanamo i Derrick Morgan. El 2007, Morgan va aparèixer al cartell del festival anual de música Augustibuller. La seva cançó "Tougher Than Tough" va aparèixer al videojoc Scarface: The World is Yours.
Morgan es va retirar de la indústria musical a causa d'una malaltia als anys 2010, però va tornar el 2016 per col·laborar amb Kirk Diamond en un remake de la cançó dels anys 60 de Morgan "Conqueror".
Morgan va encapçalar el Supernova International Ska Festival, a Fredericksburg, Virgínia, del 27 al 28 de maig de 2017.

## Actuacions aCatalunya
En les seves actuacions pels Països Catalans actua conjuntament amb la banda Ranking Soldiers. Les últimes actuacions en el país han estat:
- 2005 Sala Apolo a Barcelona
- 2008 Festival RobaNaps a Arenys de Munt
- 2009 Sala Mundo Caníbal a Cerdanyola del Vallès
- 2009 Festival Reggus a Reus
- 2010 Festes de Maig a Tàrrega
- 2014 Fesival Nowa Reggae, Vilanova.

## Discografia
- Seven Letters (1969)
- Derrick Morgan in London (1969)
- Moon Hop (1970)
- Feel So Good (1975) (featuring Hortense Ellis)
- People's Decision (1977)
- Still in Love (1977) (also featuring Hortense Ellis)
- Sunset at Moonlight City
- Love City
- The Legend of Derrick Morgan (1980)
- I Am the Ruler (1992) - Trojan Records
- Tougher Than Tough (Rudie in Court) (1992)
- Ska Man Classics (1995)
- Ska Man Classics (1997)
- 21 Hits Salute (1997)
- Meets the High Notes Live (2003)
- Moon Hop: Best of the Early Years 1960-69 (2003)
- Derrick:Top the Top (2003)
- Derrick Meets the High Notes (2004)